# رن سنگوکو
رن سنگوکو (انگلیسی: Ren Sengoku؛ زادهٔ ۲ اکتبر ۱۹۹۰) بازیکن فوتبال اهل ژاپن است.
از باشگاه‌هایی که در آن بازی کرده‌است می‌توان به باشگاه فوتبال کاشیوا ریسول اشاره کرد.